# Heligsjötjärnen
Heligsjötjärnen är en sjö i Dorotea kommun i Lappland och ingår i Ångermanälvens huvudavrinningsområde. Heligsjötjärnen ligger i Gitsfjället Natura 2000-område.